# Live at The Moore
Live at The Moore – zapis koncertu amerykańskiej supergrupy Mad Season, który się odbył 29 kwietnia 1995 roku w Moore Theatre w Seattle. Album z koncertem ukazał się w formie VHS 29 sierpnia tego samego roku, nakładem wytwórni fonograficznej Columbia. 
Zapis występu objął cały materiał z jedynego albumu studyjnego, zatytułowanego Above. Prócz tego, na koncercie zespół wykonał jeszcze cover z repertuaru Johna Lennona "I Don't Wanna Be a Soldier". Na koncercie gościnnie wraz z zespołem wystąpili Mark Lanegan, który wspomógł wokalnie Staleya w utworach "I'm Above" oraz "Long Gone Day". W tym ostatnim na saksofonie wystąpił także Eric Walton "Skerik". Produkcją albumu zajęła się Colin Stacey, przy współpracy z Brettem Eliasonem, który wyprodukował album Above. 
Wydawnictwo zawiera dodatkowo wersję utworu "Lifeless Dead" z self-pollution ze stycznia 1995 roku, wydaną dla radia, oraz teledysk do utworu "River of Deceit". 
Był to ostatni koncert jaki dała grupa Mad Season. Następnie muzycy powrócili do swoich macierzystych zespołów - Staley do Alice in Chains, natomiast McCready do Pearl Jam. W roku 1999, grupa została oficjalnie rozwiązana. 
Barrett Martin w październiku 2012 roku udzielił wywiadu, w którym oświadczył, że 12 marca 2013 roku, na rynku ukaże się specjalny box. W jego skład wejdą zremasterowana wersja albumu Above, zapis koncertu Live at The Moore w systemie dolby surround w wersji DVD, oraz nieopublikowany materiał z lat 90..

## Lista utworów
| Nr  |  | Tytuł                             | Tekst        | Muzyka                                               | Długość |
| --- |  | --------------------------------- | ------------ | ---------------------------------------------------- | ------- |
| 1.  |  | "Wake Up"                         | Layne Staley | Mike McCready / John Baker Saunders / Barrett Martin | 7:15    |
| 2.  |  | "Lifeless Dead"                   | Layne Staley | Mike McCready / John Baker Saunders / Barrett Martin | 4:45    |
| 3.  |  | "Artificial Red"                  | Layne Staley | Mike McCready / John Baker Saunders / Barrett Martin | 6:19    |
| 4.  |  | "River of Deceit"                 | Layne Staley | Mike McCready / John Baker Saunders / Barrett Martin | 5:29    |
| 5.  |  | "I Don’t Wanna Be a Soldier"      | John Lennon  | John Lennon                                          | 9:41    |
| 6.  |  | "Long Gone Day"                   | Layne Staley | Mike McCready / Mark Lanegan / Barrett Martin        | 5:42    |
| 7.  |  | "I’m Above"                       | Layne Staley | Mike McCready / Mark Lanegan / Barrett Martin        | 5:55    |
| 8.  |  | "I Don’t Know Anything"           | Layne Staley | Mike McCready / John Baker Saunders / Barrett Martin | 5:53    |
| 9.  |  | "X-Ray Mind"                      | Layne Staley | Mike McCready / John Baker Saunders / Barrett Martin | 5:43    |
| 10. |  | "All Alone"                       | Layne Staley | Mike McCready / John Baker Saunders / Barrett Martin | 5:53    |
| 11. |  | "November Hotel" (instrumentalny) |              | Mike McCready / John Baker Saunders / Barrett Martin | 13:15   |

## Twórcy
Opracowano na podstawie materiału źródłowego:
Mad Season
- Layne Staley - śpiew, gitara rytmiczna (utwór "I Don't Know Anything")
- Mike McCready – gitara prowadząca, gitara akustyczna
- John Baker Saunders – gitara basowa
- Barrett Martin – perkusja, instrumenty perkusyjne

Gościnnie
- Mark Lanegan – śpiew, wokal wspierający w utworach "Long Gone Day" oraz "I'm Above"
- Eric Walton "Skerik" - saksofon

Produkcja
- Nagrywany: 29 kwietnia 1995 roku w More Theatre w Seattle
- Producent muzyczny: Brett Eliason, Colin Stacey
- Miksowanie: Brett Eliason
- Produkcja: Colin Stacey
- Producent wykonawczy: Lisa Levine
- Kierownictwo produkcji: Duncan Sharp
- Design: Dylan Tran
- Zdjęcia: Lance Mercer

- Aranżacja: Mike McCready, John Baker Saunders, Barrett Martin, Mark Lanegan
- Teksty utworów: Layne Staley

## Notowania

### Album
| Lista (1995)                         | Pozycja |
| ------------------------------------ | ------- |
| Top Music Videos (Stany Zjednoczone) | 24      |